# Комбланшјен
Комбланшјен (фр. Comblanchien) насеље је и општина у источном делу централне Француске у региону Бургоња, у департману Златна обала која припада префектури Бон.
По подацима из 2011. године у општини је живело 692 становника, а густина насељености је износила 191,69 становника/km². Општина се простире на површини од 3,61 km². Налази се на средњој надморској висини од 220 метара (максималној 351 m, а минималној 213 m).

## Демографија
| 1962. | 1968. | 1975. | 1982. | 1990. | 1999. | 2011. |
| ----- | ----- | ----- | ----- | ----- | ----- | ----- |
| 586   | 679   | 641   | 572   | 540   | 633   | 692   |

График промене броја становника у току последњих година